# Bracia (zespół muzyczny)
Bracia – polski rockowy zespół muzyczny działający w latach 1997–2019 w Lublinie, utworzony przez braci Wojciecha Cugowskiego i Piotra Cugowskiego.

## Historia

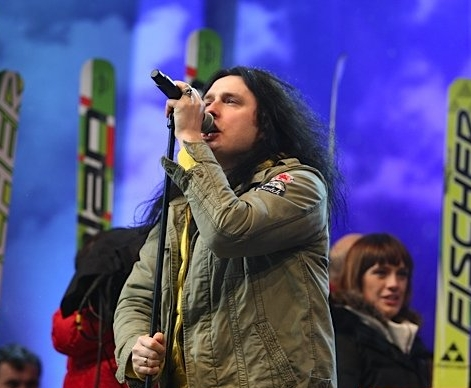
Piotr Cugowski (2011)

Historia zespołu rozpoczęła się w Lublinie w 1997, kiedy to bracia Piotr i Wojciech Cugowscy zdecydowali się na pierwszy wspólny występ akustyczny. W 2001 do zespołu dołączyli Krzysztof Nowak (gitara basowa) i Konrad Zieliński (perkusja), którego niedługo potem zastąpił Robert Markiewicz.
W 2003 z piosenką „Missing Every Moment” brali udział w Krajowych Eliminacjach do Konkursu Piosenki Eurowizji. Zespół grał już w zmienionym składzie. Na gitarze basowej Bartek Królik, wówczas także członek Sistars, na instrumentach klawiszowych Tomek Bidiuk. W 2004 miejsce Królika zajął Tomek Gołąb, natomiast za perkusją usiadł Krzysztof Patocki. Wkrótce do zespołu dołączył drugi gitarzysta – Sebastian Piekarek. Pod koniec roku Cugowscy wzięli udział w reality show Bar V.I.P., a podczas trwania programu z zespołu odszedł Tomek Bidiuk. Jeszcze w trakcie programu rozpoczęli promocję pierwszego singla „Szara twarz”, promującego ich pierwszy autorski album. Po zakończeniu udziału braci w programie nazwę zespołu skrócono do „Bracia”. Powstał również pierwszy teledysk. Premiera płyty pt. Fobrock odbyła się 11 lipca 2005. Poprzedził ją minialbum Dzieci Wszystkich Gwiazd oraz single: wspomniana „Szara twarz” (utwór zdobył tytuł „Rockowego Hitu Dekady” w 2010), „Niczego więcej” oraz utwór „Missing Every Moment”. W 2005 Cugowscy zagrali z Tommym Aldrigem podczas festiwalu perkusyjnego w Opolu.
Na początku kwietnia 2006 ukazała się edycja specjalna albumu Fobrock w dwóch wersjach: jedno- i dwupłytowej, która zawierała materiał z tekstami w języku angielskim. Płyta została nominowana do Nagrody Muzycznej Fryderyk (2006) w kategorii – „płyta rock/metal”. Na początku 2007 z zespołu odszedł Sebastian Piekarek.
Pod koniec 2008 miał premierę drugi album zespołu pt. A Tribute to Queen. Krążek, wydany przez Agorę, zawierał 12 coverów największych przebojów grupy Queen, oraz polską wersję utworu „You don’t fool me”. Bracia mają na swoim koncie występy zagraniczne. W 2008 zespół zagrał na Wembley Arena w Wielkiej Brytanii podczas imprezy PKO BP London Live 2008 – Polish Music Festival. W 2009 wydali single „Za szkłem” i „Dlaczego”, którymi zwiastowali kolejny album Braci. Na czas nagrywania albumu z zespołem pracował Michał Grymuza, ale jeszcze przed premierą jego miejsce zajął Jarosław Chilkiewicz. Album Zapamiętaj został wydany 14 grudnia 2009. Na płycie jako bonus znalazł się utwór „Jeszcze raz”, który tak jak utwór „Zapamiętaj”, był owocem współpracy zespołu z amerykańskimi producentami Mattem Noble i Keithem Brownem. Płyta zdobyła status bestsellera sklepu internetowego empik.com. W plebiscycie Antyradia płyta zdobyła drugie miejsce w kategorii „Płyta Rocku 2009”.

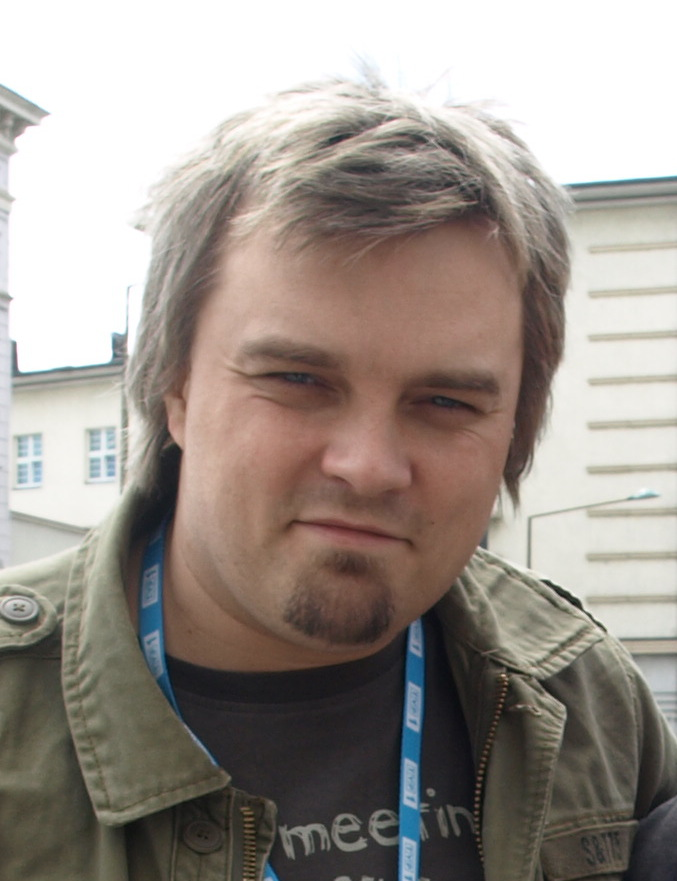
Wojciech Cugowski (2012)

W 2011 Piotr Cugowski wykonał wraz z Jonem Lordem „Pieśni Ocalenia” autorstwa Czesława Niemena podczas koncertu poświęconego ofiarom katastrofy smoleńskiej. W 2012 nastąpiły kolejne zmiany w zespole – nowym perkusistą został Bartek Pawlus, ponadto grupa zmieniła management na firmę Rock House Entertainment. W listopadzie 2012 zespół odbył trasę koncertową po USA i Kanadzie, wystąpili w Chicago, Troy, Nowym Jorku i Toronto. W tym samym roku wydali singel „Nad przepaścią”, a z początkiem 2013 kolejny – „Wierzę w lepszy świat”, zapowiadający czwarty album zespołu, który ukazał się już w połowie maja 2013. W maju 2013 roku Bracia wystąpili również u boku grupy Wishbone Ash.
W maju 2014 wzięli udział w koncercie „Największe przeboje roku” na festiwalu TOPtrendy w Sopocie.
W grudniu 2019 zespół zawiesił działalność. Piotr Cugowski kontynuował solową działalność artystyczną, również Wojciech Cugowski zapowiedział wydanie płyty solowej.

## Muzycy

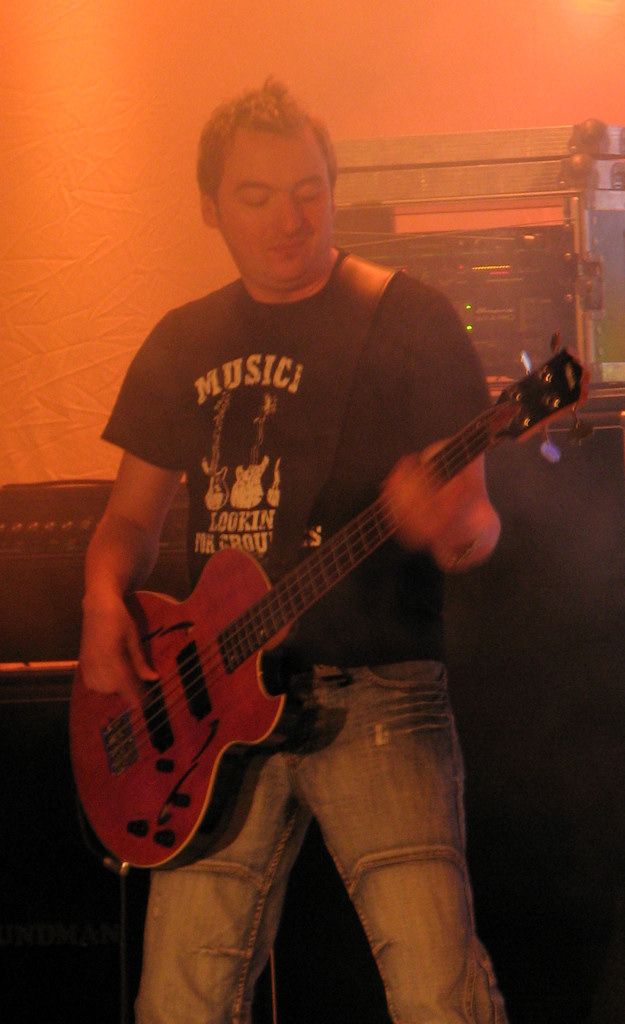
Tomasz Gołąb, 2008

| Ostatni skład zespołu (2019) - Piotr Cugowski – śpiew - Wojciech Cugowski – gitara, śpiew - Tomasz Gołąb – gitara basowa - Bartek Pawlus – perkusja - Jarosław Chilkiewicz – gitara - Marcin Trojanowicz – instrumenty klawiszowe |  | Byli członkowie zespołu - Tomasz Bidiuk – instrumenty klawiszowe - Krzysztof Nowak – gitara basowa - Konrad Zieliński – perkusja - Robert Markiewicz – perkusja - Bartek Królik – gitara basowa - Sebastian Piekarek – gitara - Wojciech Wójcicki – gitara - Michał Grymuza – gitara - Krzysztof Patocki – perkusja |

## Dyskografia
| 2003                           | Dzieci Wszystkich Gwiazd - Data: 2003 - Wydawca: Art Creation    | –  |                   |
| 2005                           | Fobrock - Data: 2005 - Wydawca: Art Creation                     | 10 |                   |
| 2008                           | A Tribute to Queen - Data: 24 października 2008 - Wydawca: Agora | –  |                   |
| 2009                           | Kolędy - Data: 23 listopada 2009 - Wydawca: Fonografika          | –  |                   |
| 2009                           | Zapamiętaj - Data: 14 grudnia 2009 - Wydawca: Fonografika        | 31 |                   |
| 2013                           | Zmienić zdarzeń bieg - Data: 14 maja 2013 - Wydawca: Sony Music  | 7  | - platynowa płyta |
| „–” pozycja nie była notowana. |                                                                  |    |                   |

| 2012                           | „Nad przepaścią” (oraz Edyta Bartosiewicz) | – | 36 | 7 | 1 | 1 |
| 2013                           | „Wierzę w lepszy świat”                    | 5 | –  | – | 7 | 1 |
| „–” pozycja nie była notowana. |                                            |   |    |   |   |   |

| 2008                           | „Mnie nie zwiedziesz” (cover You Don’t Fool Me) | –  | 2  | –  | – |
| 2009                           | „Za szkłem”                                     | –  | 23 | 39 | – |
| 2013                           | „Parnassus”                                     | 12 | –  | –  | 2 |
| 2013                           | „Po drugiej stronie chmur”                      | 8  | –  | –  | 1 |
| 2015                           | „Niepisane”                                     | 17 | –  | –  | 1 |
| „–” pozycja nie była notowana. |                                                 |    |    |    |   |

## Nagrody i wyróżnienia
| Rok  | Kategoria                | Tytułem           | Nagroda                 | Uwagi     | Źródło |
| ---- | ------------------------ | ----------------- | ----------------------- | --------- | ------ |
| 2002 | Debiut                   | „Nie jestem inny” | KFPP OPOLE              | Laur      | [ 4 ]  |
| 2005 | Odkrycie roku            | Bracia            | Złote Dzioby            | Laur      | [ 27 ] |
| 2005 | Płyta rocku – rock/metal | Fobrock           | Fryderyk                | Nominacja | [ 28 ] |
| 2006 | Rockowy album roku       | Fobrock           | Superjedynki            | Nominacja | [ 29 ] |
| 2007 | Nagroda internautów      | „Jeszcze raz”     | TOPtrendy               | Laur      | [ 30 ] |
| 2007 | Nagroda Miasta Sopotu    | „Jeszcze raz”     | TOPtrendy               | Laur      | [ 30 ] |
| 2007 | Nagroda Dziennikarzy     | „Jeszcze raz”     | TOPtrendy               | Laur      | [ 30 ] |
| 2007 | Nagroda Główna           | „Jeszcze raz”     | TOPtrendy               | Laur      | [ 30 ] |
| 2007 | Muzyka                   | Bracia            | Człowiek Dużego Kalibru | Laur      | [ 7 ]  |
| 2009 | Wokalista roku           | Piotr Cugowski    | Fryderyk                | Nominacja | [ 31 ] |
| 2009 | Grupa roku               | Bracia            | Fryderyk                | Nominacja | [ 31 ] |
| 2014 | Superzespół              | Bracia            | Superjedynki            | Nominacja | [ 32 ] |